# Škola v přírodě
Škola v přírodě je zotavovací pobyt dětí z mateřských a základních škol ve zdravotně příznivém prostředí, který se koná v rámci vyučování. Tento vzdělávací model má tři významy: zdravotní (pobyt v přírodě, na čerstvém vzduchu, zlepšení fyzické kondice), vzdělávací a výchovný (např. zvýšení samostatnosti).

## Historie
Zmínky o vyučování v přírodě se objevují na počátku 20. století. Cílem bylo přispět k zlepšení zdravotního stavu dětí. V roce 1904 v paláci Charlottenburg u Berlína založil doktor Bernhard Bendix tzv. tříměsíční školu Die Waldschule (lesní škola). Stála na okraji jehličnatého lesa. Žáci kromě klasické výuky měli čas k odpočinku, hrám, stravování, procházkám, zpívání a cvičení. Děti se vracely domů v 7 večer. Vybírali je lékaři podle zdravotního stavu, zaměřovali se na děti s tuberkulózou a epilepsií. Pobyt v přírodě měl na děti pozitivní dopad. Na základě publikovaných výsledků se tento model rozšířil i v dalších evropských státech. Později byly školy v přírodě zřizovány v parcích či sadech. První francouzská škola v přírodě vznikla v roce 1907 v Lyonu jako tzv. škola na volném vzduchu pro děti s tuberkulózou. Děti zde pobývaly tři měsíce. V roce 1913 se tisk zmiňuje o Dětské kolonii v Nancy. Vyučovalo se tu pouze jednu hodinu, zbylý čas byl věnován hrám, vycházkám a ručním pracím. V Paříži následně vznikly na hradbách tzv. vzduchové lázně se školním útulkem. Po vyučování zde mohly pobývat i těhotné ženy a matky s dětmi. V Rakousku v roce 1918 byla zřízena železniční linka, která dopravovala vídeňské děti do lesní školy, kde mezi vyučovacími hodinami cvičily a po obědě chodily na procházky či se účastnily divadel a kurzů ručních prací. 

## Československo a Česká republika
Tento vyučovací model se do českých zemí dostal na počátku 20. století z Dánska a Německa. Zpočátku chodili žáci měšťanských škol do přírody za výukou pouze některých předmětů. Od poloviny 20. století o tento způsob vzdělávání začal být větší zájem. V roce 1923 olomoucký ředitel školy F. Hrušák přemístil měšťanskou školu do provizorní budovy, která stála na okraji lesa u Domštátu. Kladl se zde důraz na rekreaci a tělovýchovu a pracovní činnosti. Školu finančně podporovali rodiče i podnikatelé z okolí. Od roku 1924 se v létě na Žižkově, kde se vyskytovala tuberkulóza, pořádaly tzv. třídy na vzduchu. O přestávkách mezi hodinami probíhala tělesná a dechová cvičení, která připravoval lékař. Žáci se zde i stravovali. Za nepříznivého počasí výuka probíhala pod stanem. Později byla v Purkrabském háji nad Divokou Šárkou zřízena lesní škola, kde výuka probíhala jako letní internát. Ve 20. letech 20. století byla kvůli chybějícím financím Praha jediným velkým evropských městem, které nemělo školy v přírodě. Eduard Štorch zřídil na Libeňském ostrově v roce 1926 Dětskou farmu pro žáky z městských škol. Výuka probíhala ve čtvrtek, pátek a v sobotu v dopoledních hodinách, odpoledne byla věnována různým aktivitám.
Od roku 1948 se v Československu konaly vícedenní pobyty dětí mimo domov. Cílem bylo zlepšení zdravotního stavu a posílení fyzické kondice především dětí ve velkých městech se znečištěným ovzduším. Pobyt zpočátku trval čtyři týdny, časem byl zkrácen na tři. Výuka za příznivého počasí probíhala venku, při špatném ve třídách. Nejvíce času bylo věnováno tělesné výchově na čerstvém vzduchu. Od počátku 90. let se délka pobytu zkrátila na 7–10 dní.